# Joseph Meyer
Joseph Meyer (Gotha, 9. svibnja 1796. − Hildburghausen, 27. lipnja 1856.), njemački poduzetnik i izdavač poznat po čuvenoj enciklopediji Meyers Konversations-Lexikon („Meyerov konverzacijski leksikon”).
Obrazovao se za trgovca u Frankfurtu i karijeru poduzetnika je 1816. godine započeo u Londonu, no zbog propalog posla vratio se u Njemačku četiri godine kasnije. Ranih 1820-ih godina bavio se ulaganjem u trgovinu tekstila, rudarstva i željeznica, ali s ograničenim rezultatima. Godine 1826. u rodnoj Gothi osniva vlastitu izdavačku kuću koja ubrzo prerasta u Bibliographisches Institut i izdaje Biblije, radove antičkih autora (Miniatur-Bibliothek der deutschen Classiker; Groschen-Bibliothek), atlase i zemljovide (Meyers Universum). Usponom poslovnog carstva godine 1828. preselio se u Hildburghausen gdje ostaje do kraja života.
Najznačajnije djelo koje je izdao svakako je Meyers Konversations-Lexikon, enciklopedija tiskana između 1839. i 1855. godine u 52 sveska. Njegov će se Bibliographisches Institut 1984. godine spojiti s izdavačkom kućom Brockhaus čime se nastati najveća enciklopedija na njemačkom jeziku tiskana u 21. stoljeću.

## Poveznice
- Meyers Konversations-Lexikon